# Super Tourenwagen Cup
La Super Tourenwagen Cup era una serie automobilistica per vetture turismo rispondenti alle norme della Federazione Internazionale dell'Automobile. Essa venne organizzata dall'ADAC in Germania, ma con gare disputate anche nei paesi confinanti, dal 1994 al 1999 e a partire dal 1998 venne denominata Deutsche Super Tourenwagen Meisterschaft. Nel 2000, con la rinascita del DTM, il campionato venne chiuso per mancanza di concorrenti: venne sostituita dal Deutsche Tourenwagen-Challenge, anch'esso basato su norme FIA, che cambiò poi nome in ADAC-Procar-Serie nel 2006, un campionato che si disputava già negli anni novanta con le meno potenti e più accessibili vetture Gruppo N e che negli anni duemila adottò il regolamento del WTCC.

## Storia
Con la cancellazione alla fine del 1988 del Campionato Europeo Turismo riservato alle vetture del Gruppo A dovuta ai costi sempre crescenti, il DTM (che adottava la stessa classe di vetture) divenne il campionato di riferimento in Europa per le gare in circuito riservate alla berline derivate dalla serie. Ma nel 1993 le regole Gruppo A vennero abbandonate in favore del nuovo regolamento "Classe 1" con motore da 2500 cm³, vasto uso dell'elettronica e telai tubolari con carrozzerie in fibra di carbonio. Tale svolta portò Audi e BMW ad abbandonare la serie e a concentrarsi sui campionati esteri in Regno Unito, Francia e Italia, che adottavano invece il nuovo regolamento tecnico "Classe 2" sancito dalla FIA che permetteva maggiori elaborazioni rispetto al Gruppo A, ma non aveva i costi proibitivi del DTM.
Pertanto, quando l'ADAC organizzò nel 1994 un campionato "tedesco" per tali vetture, i due costruttori transfughi vi riversarono le esperienze maturate all'estero e vi riportarono i piloti che erano emigrati, sebbene non molti credessero che ci fosse abbastanza interesse per questo tipo di gare da parte del pubblico affascinato dalle molto più prestazionali vetture di "Classe 1".
Gli organizzatori si trovarono di fronte alla carenza di circuiti adatti alla serie all'interno dei confini tedeschi, sicché per il 1994 sei degli otto appuntamenti furono disputati su piste in Austria, Belgio e Paesi Bassi e per questo motivo la FIA non poté concedere la denominazione di "Campionato Tedesco" e si dovette adottare un titolo diverso: la scelta cadde su Super Tourenwagen Cup (STW).

### Stagione 1994
Le squadre ufficiali Audi e BMW scesero in campo con quanto avessero di meglio a disposizione. La Casa dei quattro anelli portò in pista la collaudata Audi 80 Quattro Competition a trazione integrale già impiegata l'anno precedente in Francia e affidarono i quattro esemplari a Hans Stuck, a Frank Biela (vincitore del campionato francese) e ad altri piloti che si alternarono sulle restanti due vetture. La Casa dell'elica, invece, affidò le sue BMW 318iS a Johnny Cecotto, Alex Burgstaller e al campione uscente del BTCC Joachim Winkelhock. A riempire la griglia vi erano, oltre alle Audi e BMW in mano ai piloti privati, anche le squadre Ford e Nissan, non in grado però di impensierire i due colossi tedeschi, che se le diedero di santa ragione con l'Audi in vantaggio nella prima parte di stagione e la BMW in vittorioso recupero nella seconda parte.

### Stagione 1995
Nel 1995 ci fu un sostanziale incremento di popolarità del campionato, che sembrò davvero ritagliarsi uno spazio a fianco al celebre DTM grazie all'arrivo di un nuovo costruttore, la Honda, che si aggiungeva ai quattro già presenti per un totale di 18 vetture ufficiali in griglia, a cui si aggiungevano una dozzina di privati in prevalenza transfughi dal costosissimo DTM. Questa stagione si disputò su otto eventi, di cui la metà al di fuori della Germania, con la novità della doppia gara per evento, una corsa sprint seguita da una di maggior durata.
Anche nel 1995 Audi e BMW si contesero il titolo con una battaglia ravvicinata durata tutta la stagione e conclusasi ancora a favore dei bavaresi quando Frank Biela, portacolori Audi, andò a sbattere nell'ultimo evento. Sia la Ford che la Nissan, invece, dedicarono quasi tutta la stagione a tentare di realizzare versioni a trazione integrale delle proprie vetture a trazione anteriore, inseguendo la bandiera tecnologica dell'Audi, ma gli scarsi risultati fecero loro abbandonare l'idea alla fine della stagione.
Sfortunatamente tutta la stagione fu oscurata dalla morte del pilota britannico della Nissan Kieth O'dor avvenuta all'AVUS, quando, dopo la vittoria nella gara sprint, la sua Nissan Primera fu colpita dall'Audi di Biela che se l'era ritrovato di traverso in mezzo alla pista a causa di una precedente uscita di strada.

### Stagione 1996
L'anno seguente la Super Tourenwagen Cup approfittò della svolta internazionale del DTM (trasformatosi in ITC) per prendersi il ruolo di principale campionato turismo tedesco, vedendo però i principali contendenti Audi e BMW ridurre l'impegno in patria per inseguire il successo nel più prestigioso BTCC. L'Audi sostituì Biela (impegnato nel Regno Unito) con il campione italiano Emanuele Pirro, la BMW affidò la vettura a Steve Soper, di ritorno in Europa dopo avere vinto il campionato giapponese nel 1995 e la Peugeot, col francese Laurent Aiello, si aggiunse agli altri costruttori Ford, Honda e Nissan, mentre Alfa Romeo e Opel erano in mano ai privati, dal momento che le squadre ufficiali contendevano il titolo ITC alla Mercedes.
Il campionato vide ancora Audi e BMW contendersi il titolo, con la Peugeot che ottenne buoni risultati nelle gare finali e la Honda che ottenne un paio di vittorie con Armin Harne, ma ciò che diede il titolo all'Audi fu l'allungo iniziale di Pirro, che mantenne la testa della classifica fino alla fine.

### Stagione 1997
Nel 1997 i protagonisti per la lotta al titolo furono Laurent Aiello con la Peugeot 406 e Joachim Winkelhock con la BMW 320i, col francese che mantenne per tutta la stagione il vantaggio accumulato nella prima parte, arrivando a ottenere 11 vittorie e 17 podi nelle 20 corse disputate nei 10 eventi previsti. Winkelhock, invece, si mostrò come il rivale più accreditato di Aiello solo dopo un'iniziale rivalità col compagno di squadra
Johnny Cecotto, ma, nonostante una sequenza di quattro vittorie in fila messe insieme nella parte centrale della stagione, non riuscì a recuperare lo svantaggio che aveva nei confronti del transalpino, che si laureò campione. Nel frattempo l'Audi campione in carica, che aveva schierato una squadra di piloti di alto livello come Emanuele Pirro, Yvan Muller e Tamara Vidali, non ottenne risultati se non la singola vittoria del campione uscente ottenuta nella gara lunga di Zweibrücken.

### Stagione 1998
Il campione in carica e Johnny Cecotto rivaleggiarono per il titolo dopo un frizzante avvio di stagione con quattro vincitori diversi nelle prime quattro gare (Uwe Alzen e Manuel Reuter all'Hockenheimring, Roland Asch e Johnny Cecotto al Nürburgring). Il portacolori BMW accantonò un cospicuo vantaggio durante la stagione, ma il francese lo recuperò totalmente grazie a una striscia di quattro successi ottenuti nelle gare svoltesi al Salzburgring (dove Ceccotto raccolse pochissimi punti) e a Oschersleben, presentandosi alla partenza della gara lunga del Nürburgring (l'ultimo evento del campionato) in vantaggio di un punto dopo il sorpasso in classifica avvenuto nella "gara sprint" appena conclusa. Nella ultima e decisiva gara della stagione, il venezuelano finì quarto e fece suo il titolo grazie al sesto posto del rivale francese.

### Stagione 1999
Quella che sarebbe stata l'ultima stagione del "Super Tourenwagen" fu caratterizzata dal confronto tra il pilota ufficiale Opel Uwe Alzen (con la Vectra) e il pilota semi-ufficiale Audi Christian Abt (con la Audi A4 Quattro). Dopo aver fatto sue le prime quattro gare, Abt si piazzò in cima alla classifica per tutta la stagione, con Alzen che dava da farsi per ridurre lo svantaggio: l'alfiere Opel ci riuscì grazie a sei vittorie contro l'unica ulteriore dell'avversario, portandosi a pochi punti da Abt alla vigilia dell'ultima gara. Grazie ad una condotta accorta in quest'ultima corsa, Abt sembrò avviarsi verso il titolo, finché non fu buttato fuori pista all'ultima curva dell'ultimo giro da Roland Asch, compagno di marca di Alzen, a cui era stata in precedenza esposta la bandiera nera per non aver scontato la dovuta penalità per "partenza anticipata" e che aveva ignorato.
Alzen festeggiò la vittoria del titolo in questo controverso finale di gara, ma Abt pose appello al Deutscher Motor Sport Bund, l'ente che governa l'automobilismo sportivo in Germania. Analizzando i video dell'incidente, il DMSB diede ragione al pilota Audi, che così ottenne il titolo, stigmatizzando il comportamento di Asch, non nuovo a tali manovre (già cinque anni prima, nella gara all'Alemannenring di Singen del 1994, aveva colpito di proposito Alessandro Nannini per favorire il compagno di squadra Klaus Ludwig, che così si laureò campione), sebbene tali incidenti non fossero una novità nelle gare automobilistiche.

## Chiusura
Allorché alla fine degli anni novanta la società ITR ripropose un "nuovo" DTM per la stagione 2000, focalizzato su gare in Germania affiancate da alcuni circuiti europei (come avvenuto fino al 1995) e con una particolare attenzione ai costi per evitare il ripetersi del disastro del Campionato Internazionale Turismo, l'attenzione degli appassionati e investitori tedeschi e di case come Audi e Opel si spostò sul nuovo campionato, a cui avrebbero poi partecipato anche alcuni dei più rappresentativi piloti del "Super Tourenwagen", come Abt, Alzen, Aiello, Reuter e Winkelhock.
In un primo momento tale novità non sembrava dovesse portare cambiamenti nel STW, con la stagione 2000 che veniva confermata a luglio del 1999 con la pubblicazione del calendario, che ricalcava in buona parte quello della stagione in corso, ma nel successivo mese di settembre veniva presentato un nuovo campionato europeo denominato "Euro-STW-Challenge" per la stagione 2000, che sarebbe derivato dalla fusione del STW col Campionato italiano superturismo.
In seguito sembrava invece che si potesse trovare un accordo per far correre insieme le vetture da 500 CV del nuovo DTM e quelle da 300 CV del STW, ma la mancanza di concorrenti interessati a fare da comprimari contro le nuove e più potenti vetture convinse l'ADAC di Monaco di Baviera, organizzatore della serie, a chiudere l'esperienza del STW dopo solo sei stagioni agonistiche.

## Albo d'oro
| Anno | Campione           | Vettura         | Squadra                       |
| ---- | ------------------ | --------------- | ----------------------------- |
| 1994 | Johnny Cecotto     | BMW 318is       | BMW Motorsport                |
| 1995 | Joachim Winkelhock | BMW 320i        | Schnitzer Motorsport          |
| 1996 | Emanuele Pirro     | Audi A4 quattro | A.Z.K/R.O.C.                  |
| 1997 | Laurent Aiello     | Peugeot 406     | Peugeot Esso                  |
| 1998 | Johnny Cecotto     | BMW 320i        | BMW Motorsport Team Schnitzer |
| 1999 | Christian Abt      | Audi A4 quattro | Abt Sportsline                |

## Vincitori della gara
|   | pilota                | totale |
| - | --------------------- | ------ |
| 1 | Laurent Aïello        | 20     |
| 2 | Johnny Cecotto        | 12     |
| 2 | Emanuele Pirro        | 12     |
| 3 | Joachim Winkelhock    | 11     |
| 4 | Uwe Alzen             | 8      |
| 4 | Frank Biela           | 8      |
| 5 | Christian Abt         | 5      |
| 5 | Manuel Reuter         | 5      |
| 6 | Tom Kristensen        | 3      |
| 6 | Steve Soper           | 3      |
| 7 | Roland Asch           | 2      |
| 7 | Armin Hahne           | 2      |
| 7 | Éric Hélary           | 2      |
| 7 | Gabriele Tarquini     | 2      |
| 8 | Alexander Burgstaller | 1      |
| 8 | Fabrizio Giovanardi   | 1      |
| 8 | Altfrid Heger         | 1      |
| 8 | Kieth O'dor           | 1      |
| 8 | Jörg van Ommen        | 1      |
| 8 | Philipp Peter         | 1      |
| 8 | Kris Nissen           | 1      |